# Liga e Parë (2018/2019)
Liga e Parë 2018/2019 – 72. edycja rozgrywek ligowych drugiego poziomu piłki nożnej mężczyzn w Kosowie. Brało w niej udział 16 drużyn, które w okresie od sierpnia 2018 do maja 2019 rozegrały 30 kolejek meczów. W tym roku bezpośrednio spadają 2 drużyny, a 13. i 14. drużyna tabeli końcowej brała udział w barażach. Z ligi spadły KF Fushë Kosova, KF Kika Hogosht oraz KF Bashkimi Koretin (po barażach). Do Superligi awansowały drużyny KF Vushtrria i KF Dukagjini Klina.

## Drużyny
| Uczestnicy poprzedniej edycji | Uczestnicy poprzedniej edycji |
| ----------------------------- | ----------------------------- |
| KF Vushtrria                  | 3                             |
| KF Onix Banjë                 | 5                             |
| KF Fushë Kosova               | 6                             |
| KF Bashkimi Koretin           | 7                             |
| KF Vitia                      | 8                             |
| KF Dukagjini Klina            | 9                             |
| KF 2 Korriku Prisztina        | 10                            |
| KF Ramiz Sadiku Prisztina     | 11                            |
| KF Kika Hogosht               | 12                            |
| KF Trepça Mitrowica           | 13                            |
| Spadek z Superligi 2017/2018  |                               |
| KF Vëllaznimi Djakowica       | 9                             |
| KF Besa Peć                   | 11                            |
| KF Vllaznia Požaranje         | 12                            |
| Awans z II ligi 2017/2018     |                               |
| KF Drenasi                    | 1 (gr.A)                      |
| KF Arbëria Lipljan            | 1 (gr.B)                      |
| KF Istogu                     | 2 (gr.A)                      |

## Tabela końcowa
| Poz. | Drużyna                   | M  | W  | R | P  | BZ | BZ | RB  | Pkt | Uwagi                  |  |
| ---- | ------------------------- | -- | -- | - | -- | -- | -- | --- | --- | ---------------------- |  |
| 1    | KF Vushtrria              | 30 | 23 | 3 | 4  | 45 | 19 | 26  | 72  | Awans do Superligi     |  |
| 2    | KF Dukagjini Klina        | 30 | 18 | 5 | 7  | 51 | 26 | 25  | 59  | Awans do Superligi     |  |
| 3    | KF Besa Peć               | 30 | 17 | 8 | 5  | 50 | 26 | 24  | 59  | Kwalifikacja do baraży |  |
| 4    | KF Vëllaznimi Djakowica   | 30 | 15 | 9 | 6  | 40 | 18 | 22  | 54  | Kwalifikacja do baraży |  |
| 5    | KF Vitia                  | 30 | 14 | 5 | 11 | 31 | 36 | -5  | 47  |                        |  |
| 6    | KF Trepça Mitrowica       | 30 | 11 | 5 | 14 | 30 | 35 | -5  | 38  |                        |  |
| 7    | KF Istogu                 | 30 | 12 | 2 | 16 | 51 | 58 | -7  | 38  |                        |  |
| 8    | KF Onix Banjë             | 30 | 10 | 7 | 13 | 32 | 36 | -4  | 37  |                        |  |
| 9    | KF Arbëria Lipljan        | 30 | 11 | 4 | 15 | 37 | 48 | -11 | 37  |                        |  |
| 10   | KF Drenasi                | 30 | 9  | 8 | 13 | 28 | 29 | -1  | 35  |                        |  |
| 11   | KF 2 Korriku Prisztina    | 30 | 10 | 5 | 15 | 34 | 42 | -8  | 35  |                        |  |
| 12   | KF Vllaznia Požaranje     | 30 | 10 | 4 | 16 | 28 | 42 | -14 | 34  |                        |  |
| 13   | KF Ramiz Sadiku Prisztina | 30 | 11 | 0 | 19 | 35 | 46 | -11 | 33  | Kwalifikacja do baraży |  |
| 14   | KF Bashkimi Koretin       | 30 | 9  | 5 | 16 | 31 | 51 | -20 | 32  | Kwalifikacja do baraży |  |
| 15   | KF Fushë Kosova           | 30 | 10 | 7 | 13 | 27 | 29 | -2  | 31  | Spadek do Liga e Dytë  |  |
| 16   | KF Kika Hogosht           | 30 | 7  | 9 | 14 | 33 | 42 | -9  | 30  | Spadek do Liga e Dytë  |  |

## Baraże o Superligę
Baraże o Superligę rozgrywano między 10. drużyną KF Gjilani a 3. drużyną pierwszej ligi KF Besa Peć, a 9. drużyna KF Trepça’89 Mitrowica zagrała baraż z KF Vëllaznimi Djakowica (4. drużyna). Wszystkie mecze zostały rozegrane na stadionie im. Fadila Vokrriego.
| 30 maja 2019 16:00 CEST | KF Gjilani · Alassane Razak 24'                                                            | 1:0(1:0)Raport | KF Besa Peć                          | Stadion im. Fadila Vokrriego, Prisztina |
|                         | kartki: · Hajdari 12' · Kastrati 29' · Jefferson Lopes 52' · Kosumi 61' · Haxhihamza 90+2' |                | kartki: · 5' Gjeraj · 54' Sheqerolli |                                         |

| 1 czerwca 2019 16:00 CEST | KF Trepça’89 Mitrowica · Asare 14' · Manaj 54' · Hyseni 65' · Hoti 86' | 4:2(1:2)Raport | KF Vëllaznimi Djakowica · 26' Bardhoku · 42' Murati                  | Stadion im. Fadila Vokrriego, Prisztina |
|                           | kartki: · Traoré 37' · Maloku 61'                                      |                | kartki: · 34' Syla · 39' Sahiti · 45+1' Gashi · 56' Rudi · 67' Dushi |                                         |

Wszystkie drużyny pozostały na tym samym poziomie rozgrywek.

## Baraże o Liga e Parë
W barażach zagrały 4 drużyny. Pary to: KF Rahoveci (2. miejsce w gr.A) z KF Ramiz Sadiku (13. miejsce w lidze), KF Dardana Kamenica (2. miejsce w gr.B) z KF Bashkimi Koretin (14. miejsce w lidze). Ramiz Sadiku pozostało na kolejny sezon w pierwszej lidze, natomiast KF Dardana awansowała wyżej. KF Bashkimi spadło do Liga e Dytë.
- KF Dardana Kamenica 3:0 KF Bashkimi Koretin

- KF Ramiz Sadiku Prisztina 4:0 KF Rahoveci